# James Hammarberg
James Hammarberg, född 2 september 1847 i Göteborg, död 17 mars 1896 i Göteborg, var en svensk handelsman och kommunpolitiker.

## Biografi
Efter studier vid Göteborgs handelsinstitut 1862–1864, blev Hammarberg anställd som bokhållare i firma Sewen Renström & Co. i Göteborg 1865–1871. Han var delägare firman 1872–1887 och ensam innehavare  1887–1896 sedan fadern och George Barclay utträtt. Hammarberg var ledamot av styrelsen för Göteborgs Arbetarebostads AB, Kramfors AB, AB Strömman & Larsson, Enskilda Banken, Göteborgs Ridhus AB, Ränte- och kapitalförsäkringsanstalten i Göteborg och Göteborgs Sparbank. Hammarberg var vidare ledamot av handelsfullmäktige i Göteborg 1884–1896, ledamot av Göteborgs stadsfullmäktige 1889–1817 mars 1896, av fattigvårdsstyrelsen 1882–1894 och av handels- och sjöfartsnämnden 1884–1896.

## Familj
James Hammarberg var son till grosshandlare Peter Hammarberg och Mary Campbell, född Barclay. Han gifte sig 8 januari 1873 i Göteborg med Andrea Wilhelmina, född Evers (1853–1924), dotter till grosshandlare Axel Henning Evers och Charlotta Nicolina Oterdahl.